# Gleisbautechnik
Gleisbautechnik ist ein Lehrberuf in Österreich mit einer Ausbildungsdauer von drei Jahren mit Gesellenprüfung und vier Jahren mit Meisterprüfung.

## Aufgaben
Gleisbautechniker verlegen Gleise, Weichen, Kreuzungen oder Schienenausziehvorrichtungen, erneuern, modernisieren und warten Bahnstrecken, führen Vermessungsarbeiten durch und sind verantwortlich für den sicheren Betrieb und die Instandhaltung bestehender Streckennetzwerke. Sie sind auch auf Baustellen im Bereich Unter- und Oberbau tätig. Sie heben Baugruben und Künetten aus, führen Entwässerungen und Drainagierungen durch und stellen die erforderlichen Verbauten und Stützungen sowie Schalungen und Bewehrungen für den Bahndamm her.
In der Berufspraxis bearbeiten Gleisbautechniker unterschiedlichste Materialien wie Holz, Metalle, Kunststoffe oder Beton. Ein gekonnter Umgang im Bohren, Schleifen, Schweißen ist darum unentbehrlich. Die Arbeit wird fast ausschließlich im Freien verrichtet und findet eingebettet in Teams mit Bautechnikern, Tiefbauern, Vermessungstechnikern und anderen Fach- und Hilfskräften des Baubereichs und von Eisenbahngesellschaften statt. Da die Arbeit größtenteils im Freien stattfindet, müssen Gleisbautechniker auch den unterschiedlichsten Witterungsbedingungen – Hitze, Kälte, Nässe – standhalten.

## Ausbildung
Die Lehrausbildung dauert drei Jahre. Sie erfolgt überwiegend im Ausbildungsbetrieb und begleitend dazu in der Berufsschule, die den theoretischen Hintergrund zur Ausübung des Berufs vermittelt. Darüber hinaus besteht auch die Möglichkeit, mit einem zusätzlichen Ausbildungsjahr eine Meister- und Befähigungsprüfung abzulegen.

## Anforderungen und Tätigkeiten
- Vermessungsarbeiten
- Transport und der Lagerung von Materialien
- Baugruben und Künetten ausheben
- Verbauten und Stützungen herstellen
- Fundamentbau
- Herstellung von Oberflächenbefestigungen und Oberbauten bzw. Unterbauten
- Montage von Gleisen, Weichen, Gleisabschlüssen und Schienenausziehvorrichtungen
- Errichtung von Eisenbahnübergängen und Eisenbahnkreuzungen
- Wartungs-, Entstörungs- und Instandsetzungsarbeiten an Gleisanlagen und sonstigen Eisenbahnanlagen
- Winterdienstliche Arbeiten am Gleiskörper (z. B. Schnee- und Eisbeseitigung)